# Đường sắt nhẹ An Khanh
Đường sắt nhẹ An Khanh (tiếng Trung: 安坑輕軌; bính âm: Ānkēng Qīngguǐ) (mã K) là một hệ thống đường sắt nhẹ (LRT) đang được xây dựng tại Tân Điếm, Tân Bắc, Đài Loan. Tuyến sẽ bắt đầu từ Song Thành, ga cuối kết thúc tại Thập Tứ Trương nơi dự kiến sẽ liên kết với Tuyến vòng. Tuyến dự kiến sẽ mở cửa vào năm 2021, nhưng hiện tại một vài một vài công trình không thể hoàn thành vào cuối năm 2022.  Đầu tàu sẽ được sản xuất tại Đài Loan.
Công trình bắt đầu khởi công từ tháng 4 năm 2016. Tính đến tháng 12 năm 2020, toàn tuyến đã hoàn thành 74.94% và nhiều nhà ga trên mặt đất đã hoàn thành vào tháng 9 năm 2020.

## Ga
(Tên nhà ga đã được xác nhận ngoài ga Thập Tứ Trương.)
| Mã  | Tên ga                                 | Tên ga       | Chuyển đổi                        | Khu      |
| Mã  | Tiếng Anh                              | Tiếng Hoa    | Chuyển đổi                        | Khu      |
| --- | -------------------------------------- | ------------ | --------------------------------- | -------- |
|     |                                        |              |                                   |          |
| K01 | Song Thành                             | 雙城         |                                   | Tân Điếm |
| K02 | Khu hoa hồng Trung Hoa                 | 玫瑰中國城   |                                   | Tân Điếm |
| K03 | Đài Bắc Tiểu Thành                     | 臺北小城     |                                   | Tân Điếm |
| K04 | Bệnh viện Canh Tân An Khanh            | 耕莘安康院區 |                                   | Tân Điếm |
| K05 | Đại học khoa học và công nghệ Cảnh Văn | 景文科大     |                                   | Tân Điếm |
| K06 | An Khanh                               | 安康         |                                   | Tân Điếm |
| K07 | Công viên thể thao Dương Quang         | 陽光運動公園 |                                   | Tân Điếm |
| K08 | Trường tiểu học Tân Hòa                | 新和國小     |                                   | Tân Điếm |
| K09 | Thập Tứ Trương                         | 十四張       | Hệ thống đường sắt đô thị Đài Bắc | Tân Điếm |
|     |                                        |              |                                   |          |